# Renfe 242 f 2000
 (juillet 2012).
Si vous disposez d'ouvrages ou d'articles de référence ou si vous connaissez des sites web de qualité traitant du thème abordé ici, merci de compléter l'article en donnant les références utiles à sa vérifiabilité et en les liant à la section « Notes et références ».
Les 242 F 2001 à 2010 forment une série de 10 locomotives à vapeur de la Renfe qui fut mise en service en 1957. Cette locomotive emblématique reste la plus rapide des locomotives à vapeur espagnoles.

## Historique
En 1951 la RENFE a commandé à la M.T.M. la construction de 10 locomotives de type « Confédération » (242).
Sa conception et sa réalisation ont été conduites sous la direction du chef du Bureau d'Étude de la Maquinista, José Augé Farreras, en collaboration avec le service des études du département du matériel et de la traction de la RENFE.
La nouvelle locomotive devait pouvoir s'inscrire dans des courbes de 300 m de rayon, avec une masse maximale par essieu de 20 tonnes et roues motrices de 1900 mm. Elle était conçue dès l'origine pour fonctionner au fuel.
Elles furent, mise à part une locomotive soviétique, les seules 242 de série en Europe (la 242 A 1 de la SNCF étant restée un simple prototype). Si son design est clairement inspiré par les locomotives allemandes, on retrouve aussi des options techniques éprouvées par André Chapelon.
Avec sa puissance de 3110 kW, ce sont les locomotives à vapeur de série les plus puissantes d'Europe.
La première locomotive a été livrée en octobre 1955. Lors des essais, réalisés entre Vilanova i la Geltrú et Sant Vicenç de Calders, elle emmena un train de 480 tonnes à une vitesse de 150 km/h, ce qui constitue le record de vitesse de traction à vapeur en Espagne.
Toute la série fut assignée au dépôt de Miranda de Ebro d'où elles ont servi la ligne de Madrid a Irun, sur la portion Ávila - Miranda de Ebro. En 1968, avec l'électrification de cette ligne, elles se sont repliées sur la ligne de Miranda de Ebro à Saragosse.
Leur retrait est intervenu en 1974. Heureusement, en 1987 les Talleres Generales de Valladolid ont entrepris la restauration de la 242 f 2009 désormais exposée au Museo del Ferrocarril de Madrid-Delicias.

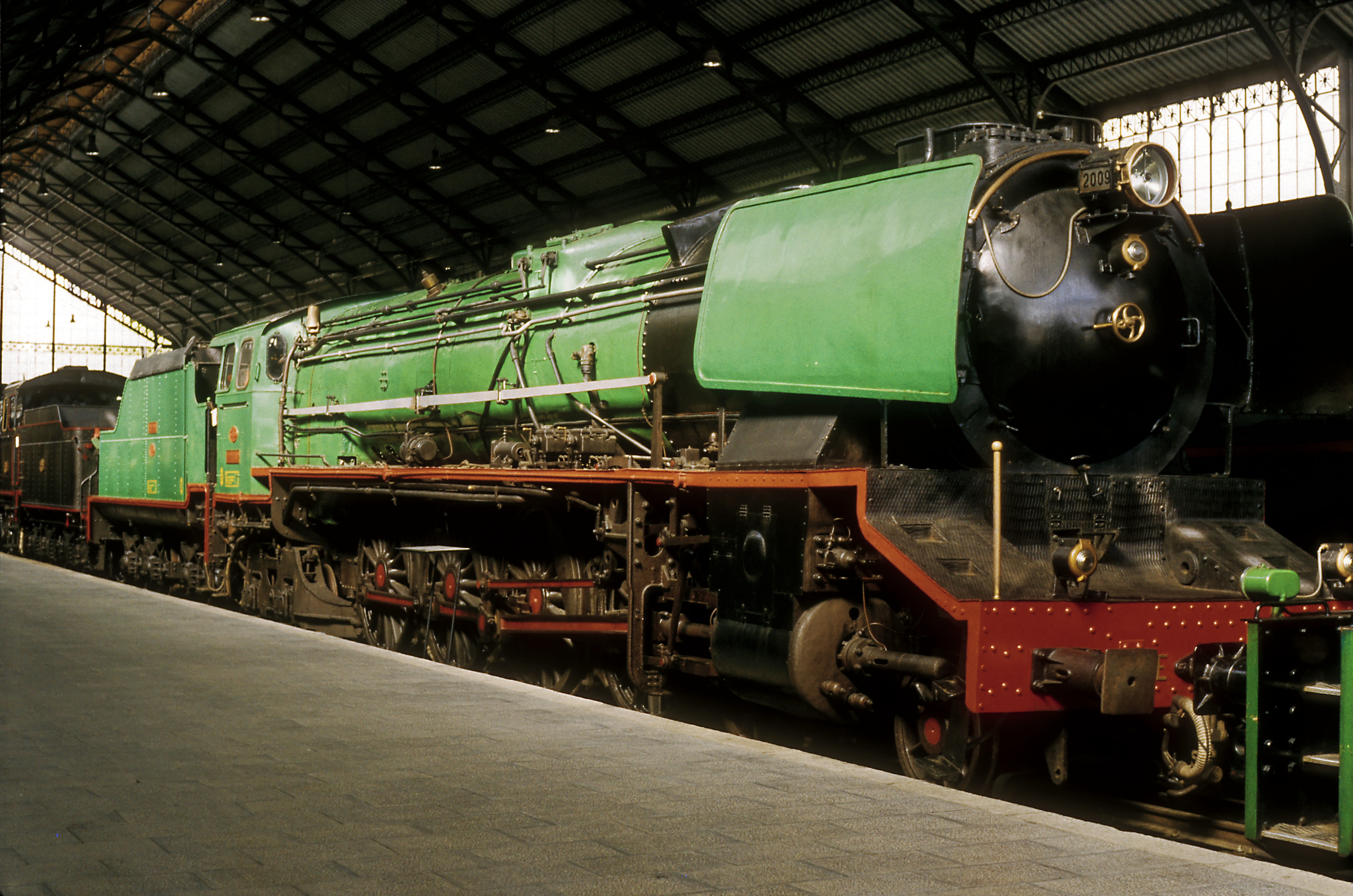
La 242 F 2009 au musée du chemin de fer de Madrid Delicias.